# Stazione di Bressana Bottarone
Stazione di Bressana Bottarone vasútállomás Olaszországban, Lombardia régióban, Bressana Bottarone településen.

## Vasútvonalak
Az állomást az alábbi vasútvonalak érintik:
- Milánó–Genova-vasútvonal
- Pavia–Stradella-vasútvonal

## Kapcsolódó állomások
A vasútállomáshoz az alábbi állomások vannak a legközelebb:
- Stazione di Pizzale-Lungavilla
- Stazione di San Martino Siccomario-Cava Manara
- Stazione di Bressana Argine